# Église Notre-Dame de Wassy
L'église Notre-Dame de Wassy est une église monument historique dans la commune de Wassy dans la Haute-Marne en région Grand Est.

## Description

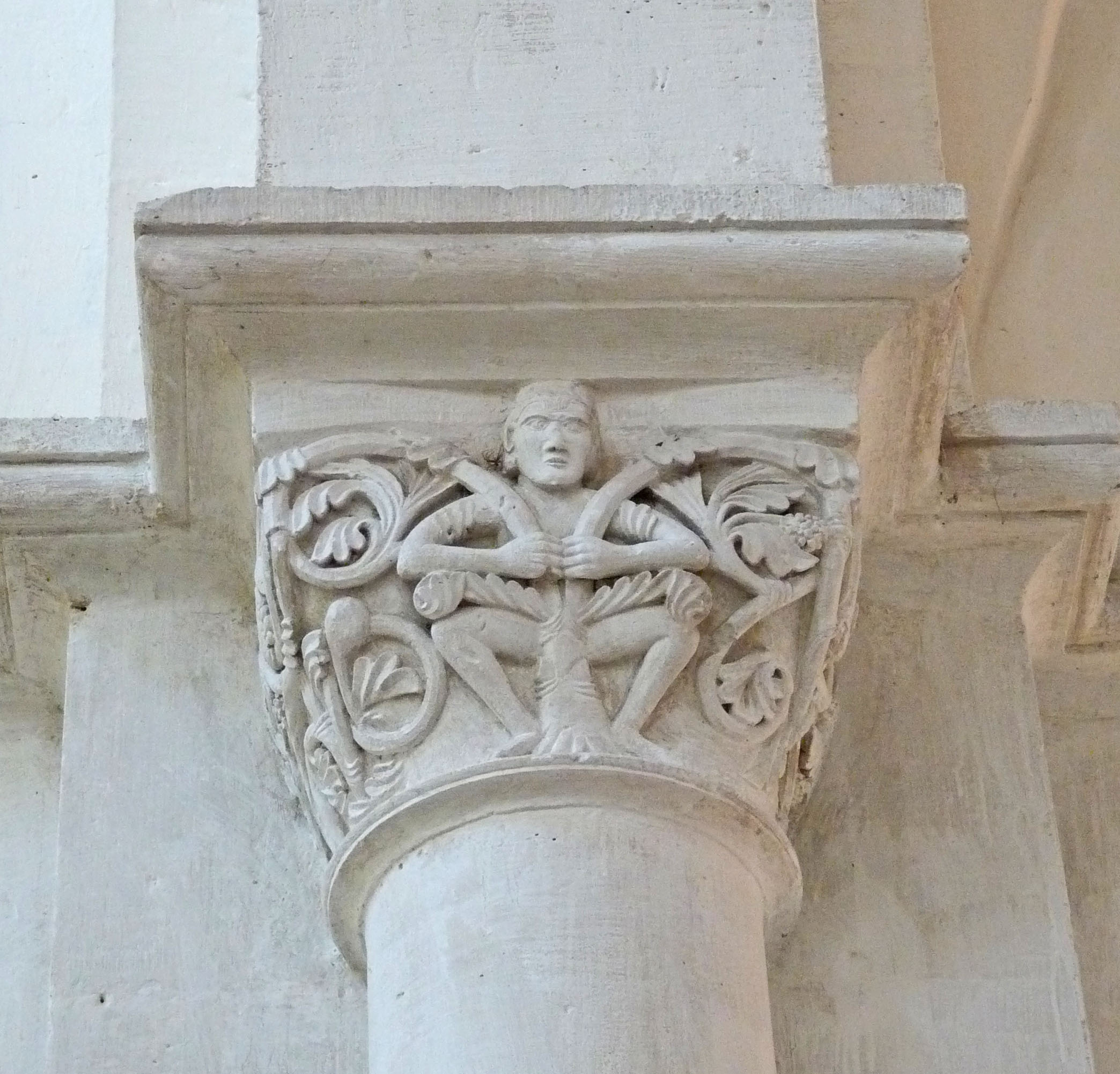
Un chapiteau.
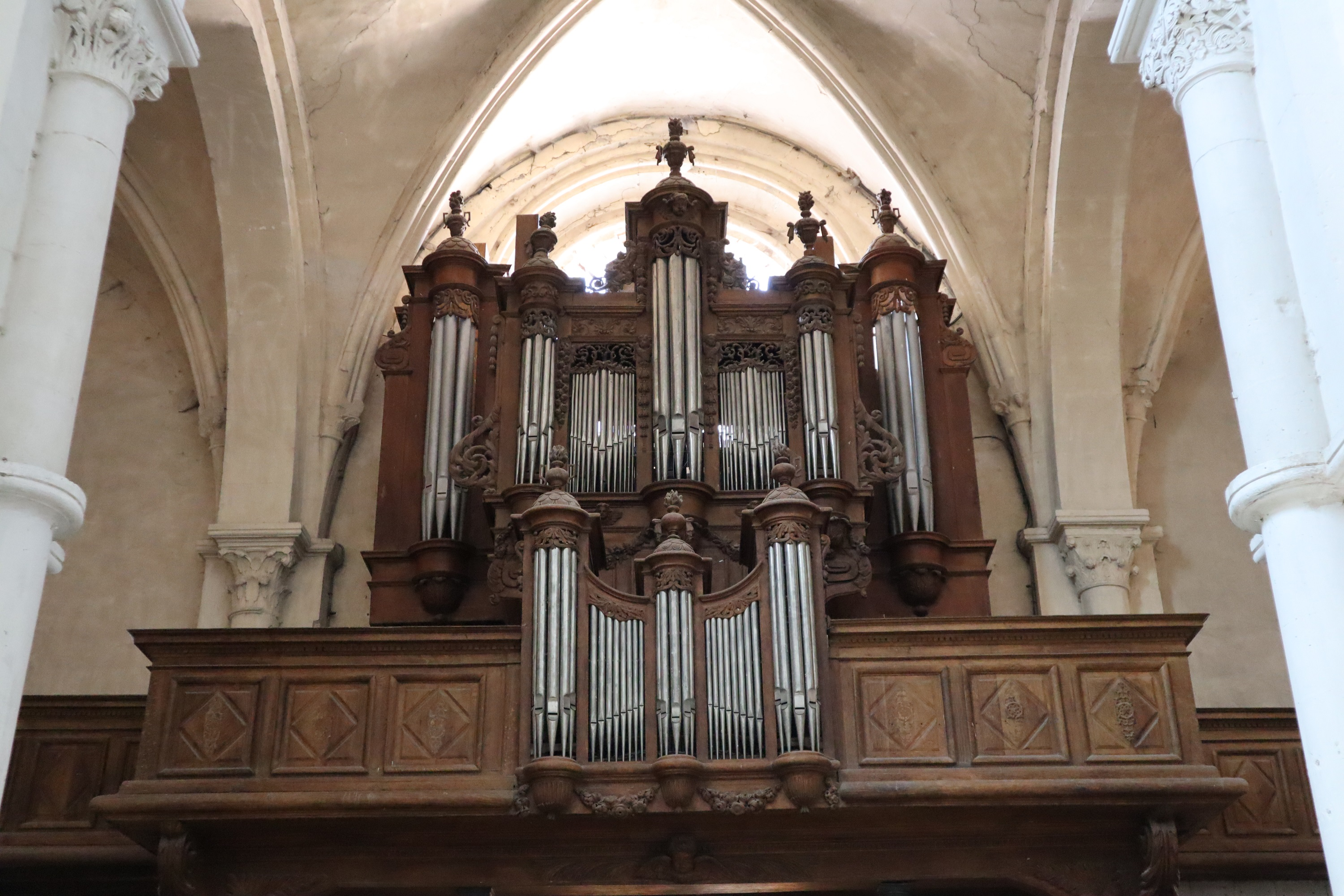
Orgues de tribune
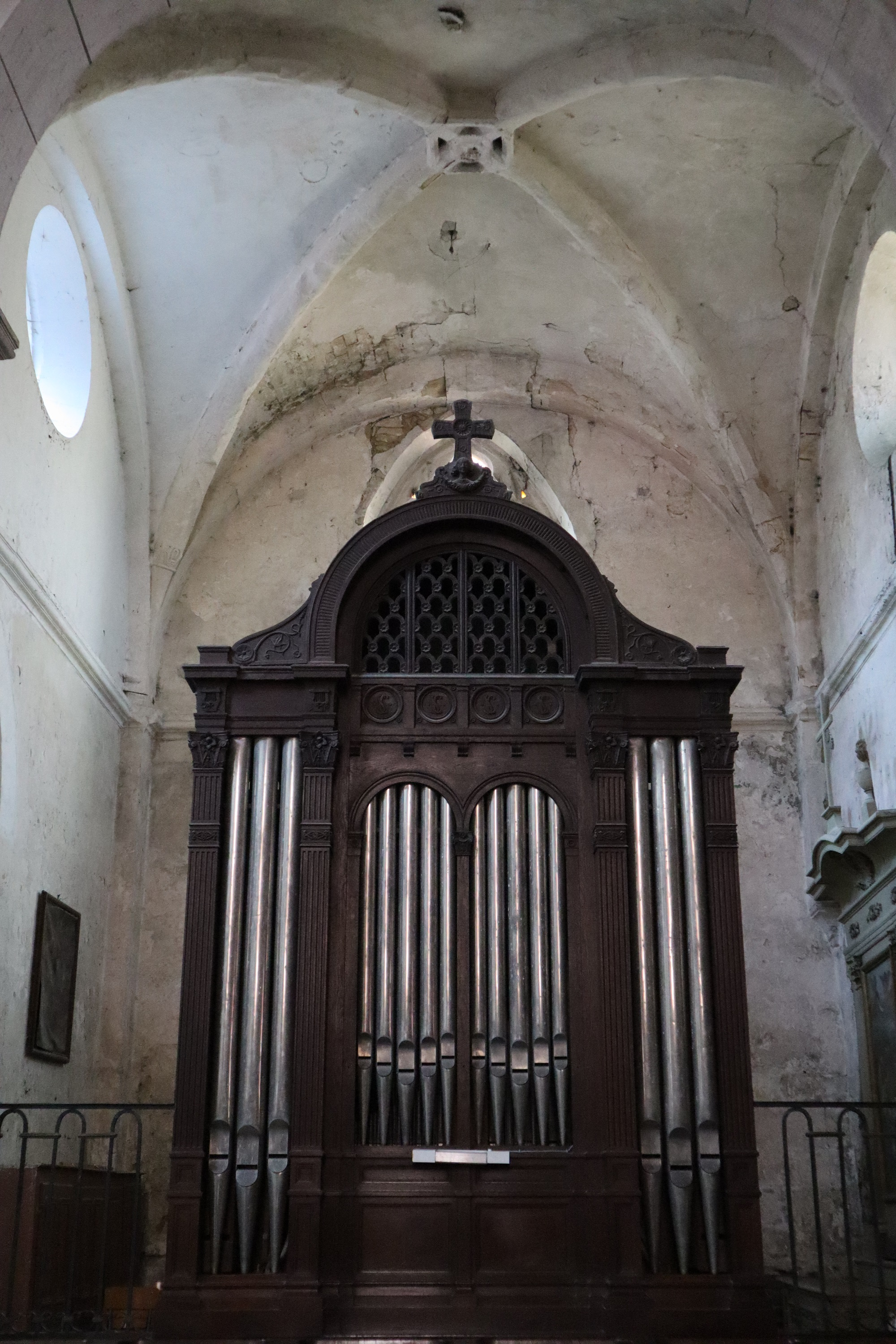
et de chœur, classés.
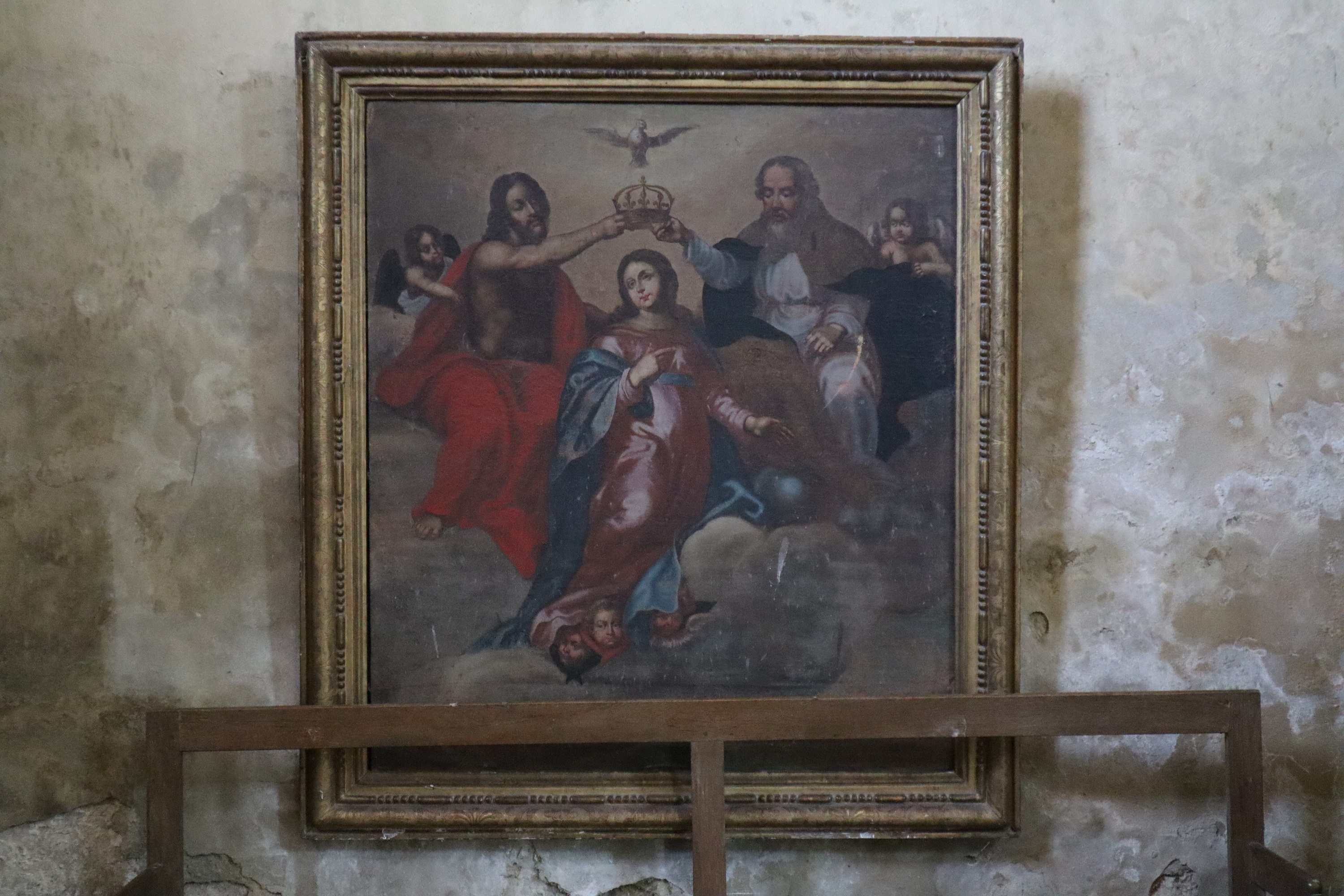
Couronnement de Marie.
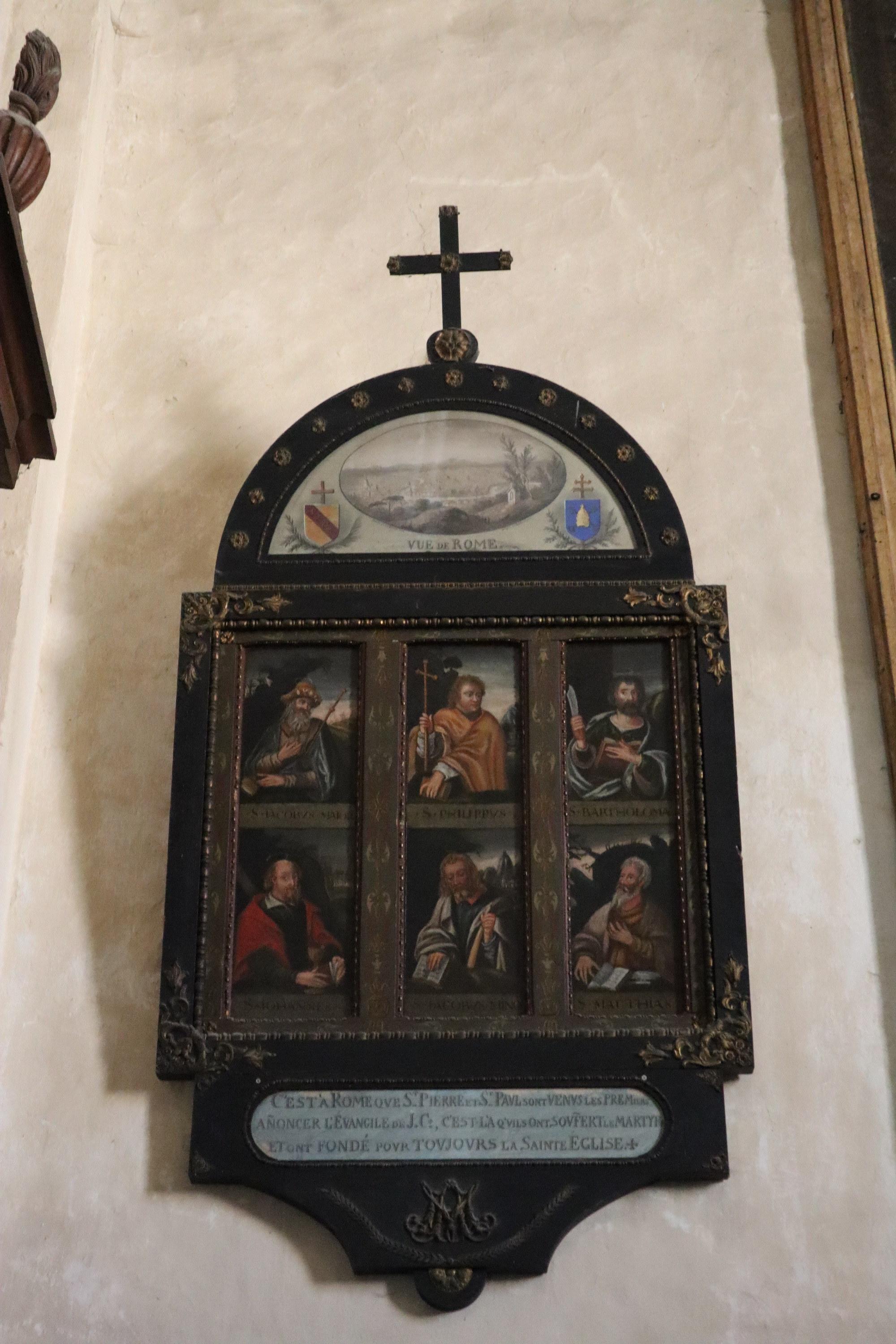
Fondateurs de l'Eglise de Rome.
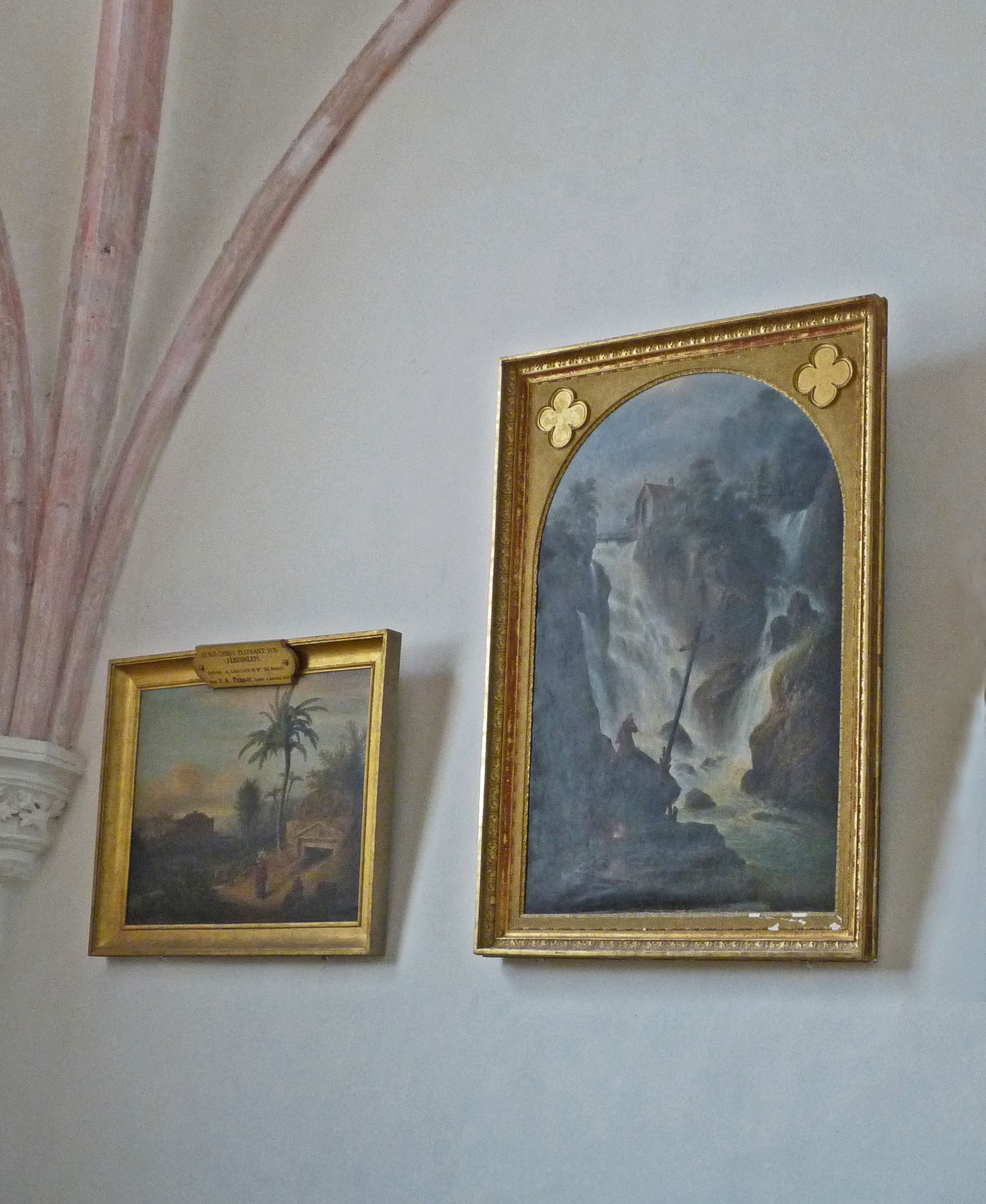
Paysages par François Alexandre Pernot.
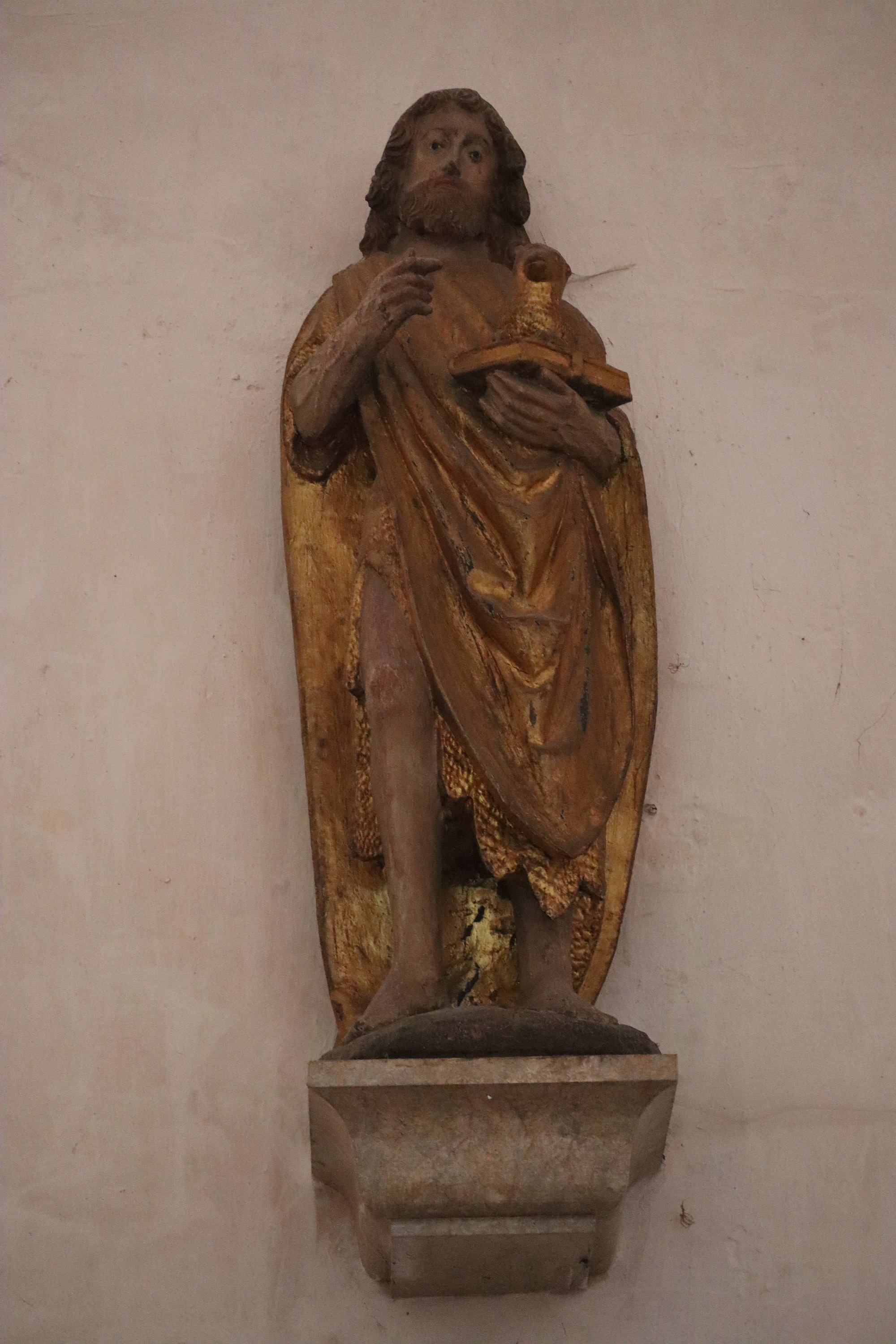
Statue de st-Jean classée.

## Historique
L'église a un classement aux monuments historiques par la liste de 1875.